# Stowarzyszenie Przymierze
Stowarzyszenie Przymierze - jest organizacją działającą na terenie powiatu janowskiego, której celem jest między innymi kształtowanie postaw patriotycznych, popularyzowanie osiągnięć Ziemi Janowskiej i jej zasłużonych mieszkańców oraz dokumentowanie historii i współczesności Ziemi Janowskie. Ponadto stowarzyszenia stawia sobie za cel organizowanie przedsięwzięć na rzecz rozwoju naukowego, kulturalnego i wychowawczego dzieci i młodzieży oraz gromadzenie i rozpowszechnianie informacji rozwijających Ziemię Janowską. 
Stowarzyszenie zostało powołane do życia w roku 2002. Najpierw jako Komitet Wyborczy Przymierze, a później Stowarzyszenie Przymierze. 
Stowarzyszenie to jest organizacją działającą według prawa polskiego, a siedziba władz Stowarzyszenia znajduje się w Janowie Lubelskim. 
Stowarzyszenie Przymierze jest współwydawcą czasopisma Janowskie Korzenie wydawanego na terenie powiatu janowskiego. Siedziba stowarzyszenia mieści się przy ulicy Szewskiej 29 w Janowie Lubelskim

## Członkowie i zarząd
Członkowie Stowarzyszenia dzielą się na: członków zwyczajnych, wspierających i honorowych.
Wśród władz stowarzyszenia wyróżnia się: Walne Zebranie Członków Stowarzyszenia, Zarząd Stowarzyszenia i Komisję Rewizyjną. Władze wybierane są na okres kadencji trwającej 2 lata. Aktualny zarząd stowarzyszenia: Krzysztoń Czesław (przewodniczący), Góra Piotr (zastępca przewodniczącego), Olszyński Andrzej (sekretarz), Zenon Zyśko (skarbnik), Gajór Stanisław, Rawski Tomasz, Smyl Jerzy, Żytko Bolesław, Bańka Krzysztof.

## Biuletyn stowarzyszenia Przymierze
Inicjatorem biuletynu pod nazwą Przymierze był miejscowy publicysta i założyciel stowarzyszenia Józef Łukasiewicz. Pisemko ukazywało się nieregularnie, a w sumie zostało wydanych 7 numerów. Jedynym sponsorem pisma był Piotr Góra, przewodniczący Rady Miejskiej w Janowie Lubelskim. Pismo było wydawane w formacie A5, nakład wynosił około 4000 egzemplarzy. Rozprowadzane było bezpłatnie na terenie Janowa Lubelskiego i okolicznych miejscowości. Za skład techniczny pisma odpowiadał redaktor naczelny - Józef Łukasiewicz.
Pierwszy numer „Przymierza” ukazał się 1 października 2002 roku. Szata graficzna pisma została zmieniona z numerem drugim, który ukazał się 20 października 2002 roku. Z numerem trzecim wydanym
z datą 19 grudnia 2002 r., wprowadzono kolejną zmianę szaty graficznej. Odtąd z pierwszej
strony zniknął zarówno numer listy wyborczej jak i hasło komitetu. Całą stronę zajmował
rysunek, pod którym zostały wydrukowane życzenia świąteczne dla mieszkańców powiatu.
Ta szata graficzna była już stała, jedynie dwukrotnie zmienił się kolor okładki (na żółty
i zielony). Ostatni, 7 numer „Przymierza”, ukazał się 20 lutego 2004 roku.
Tematyka artykułów publikowanych w „Przymierzu” była dość zróżnicowana. W pierwszych
numerach, które ukazały się jeszcze przed wyborami, teksty były poświęcone sprawom politycznym. Poza
tym na łamach „Przymierza” czytelnicy mogli przeczytać krótkie historie okolicznych wsi, m.in.: Kocudzy, charakterystykę Gminy Potok Wielki, teksty poświęcone Unii Europejskiej, opis wycieczki na Kresy Wschodnie, twórczość poetycką i inne teksty bardziej lub mniej związane z Ziemią Janowską.